# Манхия

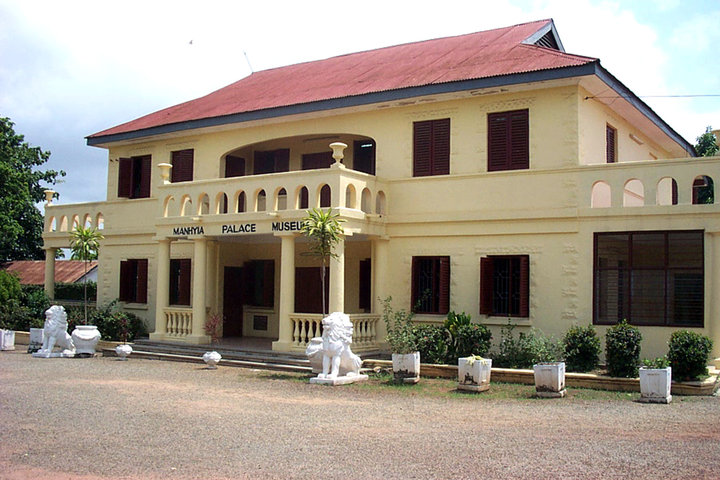
Дворец Манхия. Главный фасад. Здание завершено в 1925 году, перестроено в 1995 году.

Дворец Манхия — резиденция ашантихене, короля Ашанти. Расположен в Кумаси, столице Королевства Ашанти и региона Ашанти. Первый дворец сейчас является музеем. Король Опоку Варе II построил новый дворец неподалёку от старого — в старом здании музей, а в новом — резиденция действующего короля Осей Туту II.

## История
Дворец был построен в 1925 году  британцами взамен утраченного в ходе третьей англо-ашантийской войны 1874 года. Британцы были поражены размером первоначального дворца и содержавшимися в нём коллекциями — в частности, «рядами книг на многих языках», но в ходе  войны за Золотой Табурет (когда ашанти отказались передать трон губернатору Золотого Берега) англичане взорвали королевский дворец.
Когда Нана Премпех I вернулся из ссылки на Сейшельских островах, ему предложили здание нового дворца для резиденции. 
Старый дворец был преобразован в музей в 1995 году после того, как было готово новое здание дворца. Опоку Варе II был первым ашантихене, жившим в новом дворце (до своей смерти в 1999 году). Нынешний ашантихене, Осей Туту II, тоже проживает в новом дворце.
Во дворе при дворце проводятся многочисленные традиционные церемонии народа ашанти. Среди них фестиваль адаэ (Adae festival), каждое шестое воскресенье, когда ашантихене принимает почести от своих подданных и подвластных вождей.